# Код «Червоний»
«Код „Червоний“» (англ. Red Joan) — британська біографічна стрічка 2018 року про агента радянської розвідки у Великій Британії, яка тривалий час доставляла важливу інформацію Радянському Союзу.

## Сюжет
Джоан Стенлі — колишній агент радянської розвідки у Великої Британії. Під час Другої світової війни Джоан була завербована КДБ. Вона успішно надавала СРСР важливу інформацію про розробку Великою Британією ядерної зброї, що допомогло СРСР створити свою атомну бомбу. Протягом 50-ти років жінці вдавалось бути непоміченою: вона відійшла від справ і проводила старість за містом і так було аж до її раптового арешту в нульові.

## У ролях
| Актор               | Роль            |
| ------------------- | --------------- |
| Джуді Денч          | Джоан Стенлі    |
| Софі Куксон         | юна Джоан       |
| Тереза Србова       | Соня            |
| Стівен Кемпбелл Мур | Макс            |
| Том Г'юз            | Лео             |
| Стефен Боксер       | Пітер Кірл      |
| Лоуренс Спеллман    | Патрік Адамс    |
| Робін Соанс         | Клемент Аттле   |
| Кевін Фуллер        | детектив Філіпс |
| Робін Соанс         | Клемент Еттлі   |
| Кіаран Овенс        | детектив Г'юз   |

## Створення фільму

### Виробництво
Основні зйомки фільму проходили в листопаді-грудні 2017 в Кембриджі.

### Знімальна група
- Кінорежисер — Тревор Нанн
- Сценарист — Ліндсей Шаперо
- Кінопродюсер — Девід Парфітт
- Композитор — Джордж Фентон
- Кінооператор — Зак Ніколсон
- Кіномонтаж — Крістіна Гетерінгтон
- Художник-постановник — Крістіна Касалі
- Артдиректор — Шион Кларк
- Художник-декоратор — Таня Боуд
- Художник-костюмер — Шарлотт Волтер
- Підбір акторів — Прісцилла Джон, Орла Максвелл[3]

## Сприйняття
Фільм отримав змішані відгуки. На сайті Rotten Tomatoes оцінка стрічки становить 30 % на основі 117 відгуків від критиків (середня оцінка 4,9/10) і 59 % від глядачів із середньою оцінкою 3,4/5 (56 голосів). Фільму зарахований «гнилий помідор» від кінокритиків та «розсипаний попкорн» від глядачів, Internet Movie Database — 6,2/10 (1 122 голоси), Metacritic — 45/100 (22 відгуки критиків) і 4,4/10 (7 відгуків від глядачів).